# Цейхгауз

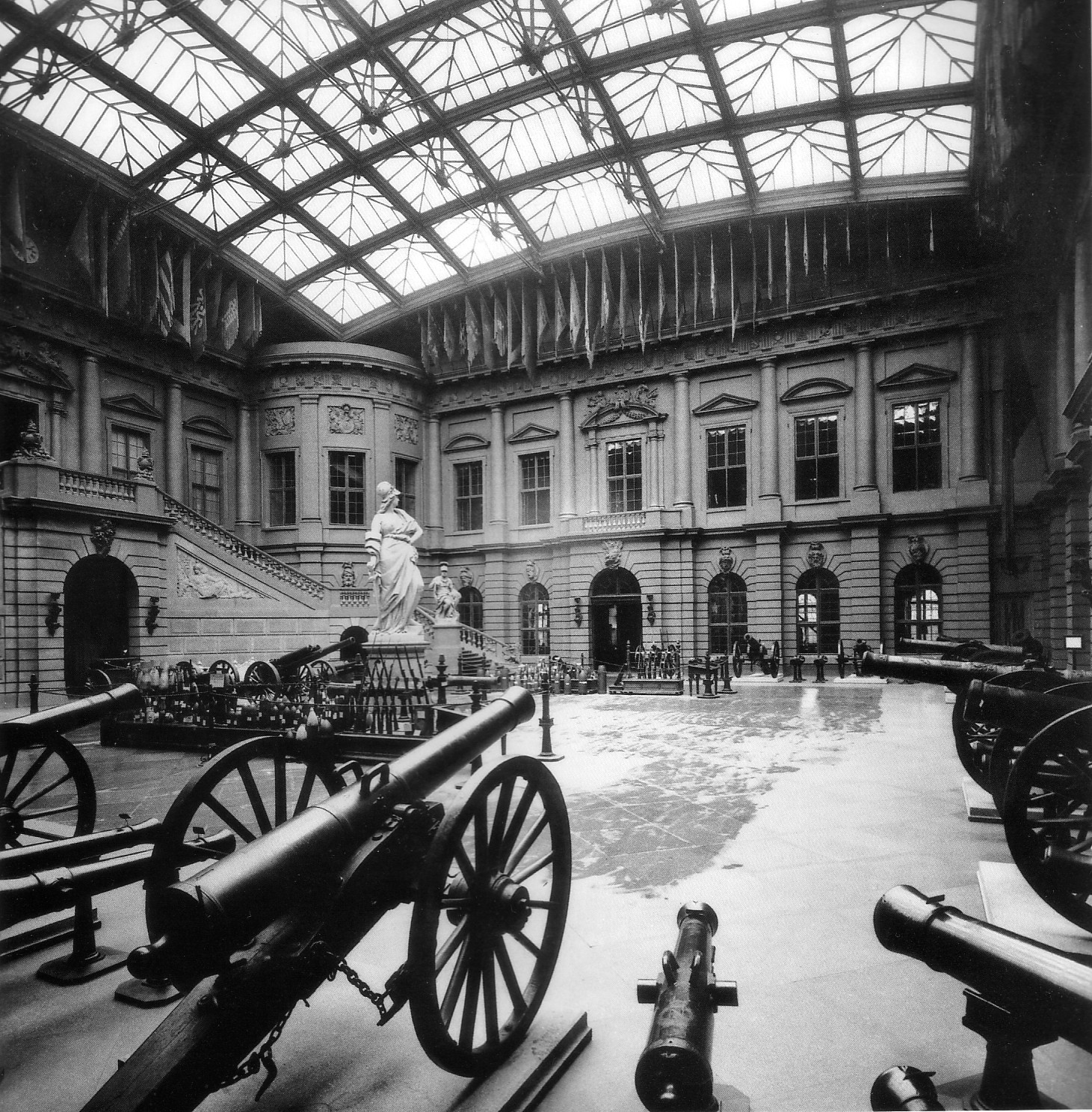
Інтер'єр цейхгаузу в Берліні.

Цейхга́уз (від нім. Zeughaus — «будова для речей») — складське приміщення для зберігання запасів зброї, спорядження, обмундирування, продовольства тощо. Завідувач цейхаузу — каптенармус.